# Guatteria pacifica
Guatteria pacifica är en kirimojaväxtart som beskrevs av Robert Elias Fries. Guatteria pacifica ingår i släktet Guatteria och familjen kirimojaväxter. Inga underarter finns listade i Catalogue of Life.